# 1964年東京オリンピックの柔道競技

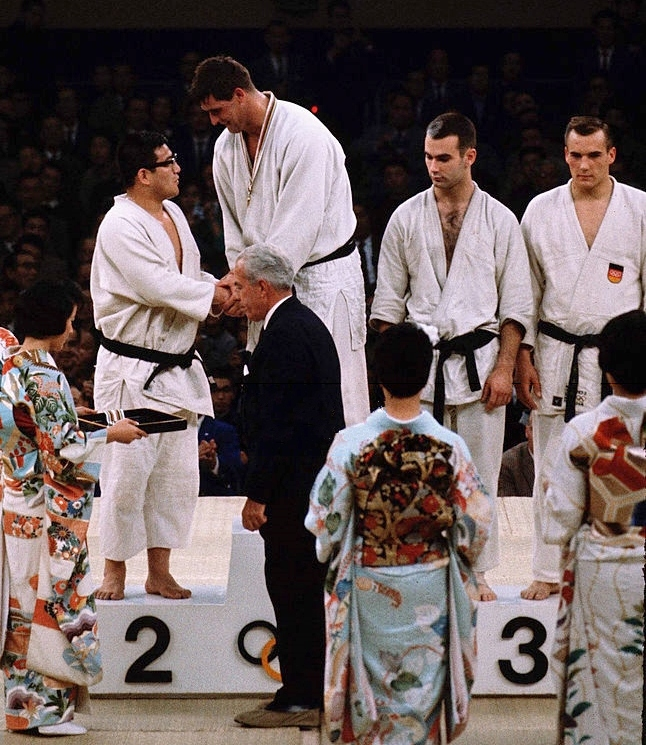
1964年東京オリンピック柔道無差別級の表彰式

1964年東京オリンピックの柔道競技（1964ねんとうきょうオリンピックのじゅうどうきょうぎ）は、1964年10月20日から10月23日までの競技日程で実施された1964年東京オリンピックの柔道。主管は国際柔道連盟 (IJF) 。

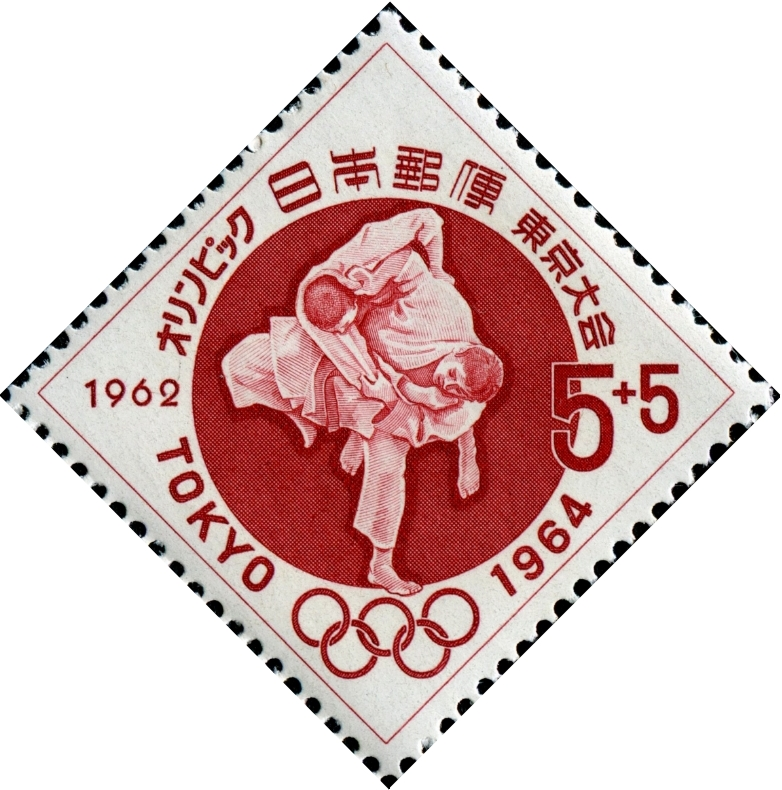
1962年の切手

## 概要
競技は東京都千代田区にある日本武道館で実施された。東京オリンピックで初めて正式競技に加えられた柔道であったが、実施されたのは男子のみの4階級であった。ルールは国際規定がまだなく、講道館柔道試合審判規定で実施された。

## 競技結果
| 階級        | 金                                  | 銀                                            | 銅                                            |
| ----------- | ----------------------------------- | --------------------------------------------- | --------------------------------------------- |
| 68 kg以下級 | 中谷雄英 日本 (JPN)                 | エリック・ヘンニ スイス (SUI)                 | アーロン・ボゴリューボフ ソビエト連邦 (URS)   |
| 68 kg以下級 | 中谷雄英 日本 (JPN)                 | エリック・ヘンニ スイス (SUI)                 | オレグ・ステパノフ ソビエト連邦 (URS)         |
| 80 kg以下級 | 岡野功 日本 (JPN)                   | ヴォルフガング・ホフマン 東西統一ドイツ (EUA) | ジェームズ・ブレグマン アメリカ合衆国 (USA)   |
| 80 kg以下級 | 岡野功 日本 (JPN)                   | ヴォルフガング・ホフマン 東西統一ドイツ (EUA) | 金義泰 韓国 (KOR)                             |
| 80 kg超級   | 猪熊功 日本 (JPN)                   | ダグ・ロジャース カナダ (CAN)                 | パルナオズ・チクビラーゼ ソビエト連邦 (URS)   |
| 80 kg超級   | 猪熊功 日本 (JPN)                   | ダグ・ロジャース カナダ (CAN)                 | アンゾール・キクナーゼ ソビエト連邦 (URS)     |
| 無差別級    | アントン・ヘーシンク オランダ (NED) | 神永昭夫 日本 (JPN)                           | セオドア・ボロノフスキー オーストラリア (AUS) |
| 無差別級    | アントン・ヘーシンク オランダ (NED) | 神永昭夫 日本 (JPN)                           | クラウス・グラーン 東西統一ドイツ (EUA)       |

## 各国メダル数
| 順 | 国・地域       | 金 | 銀 | 銅 | 計 |
| -- | -------------- | -- | -- | -- | -- |
| 1  | 日本           | 3  | 1  | 0  | 4  |
| 2  | オランダ       | 1  | 0  | 0  | 1  |
| 3  | 東西統一ドイツ | 0  | 1  | 1  | 2  |
| 4  | カナダ         | 0  | 1  | 0  | 1  |
| 4  | スイス         | 0  | 1  | 0  | 1  |
| 6  | ソビエト連邦   | 0  | 0  | 4  | 4  |
| 7  | オーストラリア | 0  | 0  | 1  | 1  |
| 7  | 韓国           | 0  | 0  | 1  | 1  |
| 7  | アメリカ合衆国 | 0  | 0  | 1  | 1  |